# Randy Boyagoda

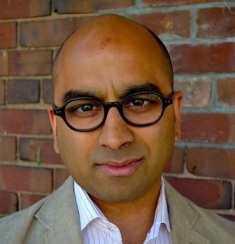
Randy Boyagoda

Randy Boyagoda (* 1976 in Oshawa, Ontario) ist ein kanadischer Schriftsteller, Anglist und Literaturkritiker. Seit 2015 ist er der Präsident des P.E.N. Canada.

## Leben und Schaffen
Boyagoda wurde 1976 in Kanada als Sohn sri-lankischer Einwanderer geboren. Nachdem er 1999 einen B.A. der University of Toronto erlangt hatte, studierte er weiter an der Boston University. Dort promovierte er 2005 mit seiner Doktorarbeit Imagining Nations and Imaginary Americans: Race, Immigration and American Identity in the Fiction of Salman Rushdie, Ralph Ellison, and William Faulkner. Im Anschluss war er Postdoktorand an der University of Notre Dame. Seit 2006 lehrt er an der Englischfakultät der Ryerson University. Boyagoda schreibt Kritiken und Kommentare u. a. für die New York Times, das Wall Street Journal, den Guardian und New Statesman.
2006 erschien sein Debütroman Governor of the Northern Province über einen ehemaligen afrikanischen Warlord namens Sam Bokarie, der sich in einer kanadischen Kleinstadt niederlässt. Beggar’s Feast (2012) ist ein in Sri Lanka, Australien und Singapur spielender, hundert Jahre umspannender  „vom-Tellerwäscher-zum-Millionär Schelmenroman“. Sein 2015 erschienenes Buch Richard John Neuhaus: A Life in the Public Square ist eine Biographie des US-amerikanischen Publizisten, konvertierten Priester und Präsidentenberater Richard John Neuhaus (1936–2009).
Im Juni 2015 wurde Boyagoda zum Präsidenten des PEN Canada gewählt.

## Werke
Romane
- Governor of the Northern Province. Viking Canada, 2006 ISBN 978-0-670-06564-6
- Beggar’s Feast. Pintail, 2012 ISBN 978-0-670-06563-9.

Sachbuch
- Race, Immigration and American Identity in the Fiction of Salman Rushdie, Ralph Ellison, and William Faulkner. Routledge, 2007 ISBN 978-0-415-87578-3.
- Richard John Neuhaus: A Life in the Public Square. Image, 2015 ISBN 978-0-307-95396-4.